# NGC 4596
NGC 4596 (другие обозначения — UGC 7828, MCG 2-32-170, ZWG 70.206, VCC 1813, PGC 42401) — линзообразная галактика с перемычкой  (переходный класс к спиральной галактике, морфологический тип по Хабблу SB0-a, по Вокулёру SB(r)0+). Находится в созвездии Девы на расстоянии 16,5 Мпк. Открыта Уильямом Гершелем 15 марта 1784 года.
Для этой галактики скорость вращения бара была измерена модельно-независимым способом в 1999 году. До этого лишь у одной галактики, NGC 936, было проведено такое измерение. Результат измерения составил 52 (км/с)/кпк, соответственно, радиус коротации для бара располагается в 5 кпк от центра галактики. Полная светимость бара составляет 6,7⋅109 L⊙.
Этот объект входит в число перечисленных в оригинальной редакции «Нового общего каталога».
На фотографиях представляет собой яркую галактику с перемычкой. У неё большое, яркое ядро и хорошо заметная перемычка, которая расширяется и становится светлее в месте соединения с тусклым внутренним кольцом. Напоминает по форме букву Θ. Гладкие спиральные рукава исходят из кольца и расширяются в очень тусклую и большую внешнюю оболочку. При визуальном наблюдении в любительский телескоп среднего диаметра с высоким увеличением галактика яркая (хотя видны только ядро и яркая перемычка), имеет овальную форму и удлинена с восток-северо-востока на запад-юго-запад, перемычка довольно хорошо определена, но края нечёткие. Ядро яркое и хорошо определено, но не кажется звездообразным. Эта галактика имеет весьма высокую для своего размера и яркости радиальную скорость (1815 км/с).
Принадлежит к скоплению Девы.
Измерения расстояния по красному смещению дают значения от 20,4 Мпк (2007 год) до 16,5 Мпк (2011 год), хотя измерения радиальной скорости дают близкие результаты от 1834 до 1879 км/с.
Предположительно составляет физическую пару с галактикой NGC 4608, находящейся на угловом расстоянии 19′ к востоку.